# Pedro Malasartes

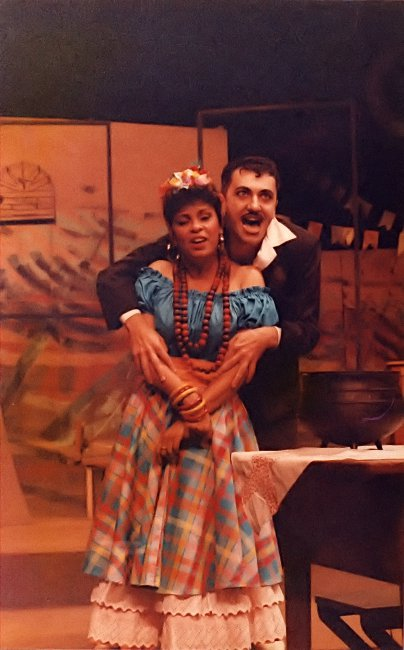
Laura Conde e Renato Mismetti em 2014, na ópera Pedro Malazarte, de Camargo Guarnieri e Mário de Andrade. Fotografia de Dorotea Mendes.

Pedro Malasartes, Malazartes, das Malasartes ou ainda Malasarte e Malazarte é um personagem tradicional da cultura portuguesa e da cultura brasileira. 
Segundo Câmara Cascudo, "Pedro Malasartes é figura tradicional nos contos populares da Península Ibérica, como exemplo de burlão invencível, astucioso, cínico, inesgotável de expedientes e de enganos, sem escrúpulos e sem remorsos." A menção mais antiga do personagem é na cantiga 1132 do Cancioneiro da Vaticana, datado do século XIII e XIV: 
"chegou Payo de Maas Artes

com seu cerame de chartes…

semelha-me busuardo

viindo en ceramen pardo…

log'ouve manto e tabardo". 
Variantes culturais deste personagem surgem noutras regiões da Europa, como Pedro Urdemales em Castela, Till Eulenspiegel na Alemanha e Pedro de Urdes Lamas na Andaluzia.

## Na cultura popular
- Duas óperas brasileiras têm o personagem por protagonista: Malazarte, de Oscar Lorenzo Fernández e Graça Aranha, e Pedro Malazarte, de Mozart Camargo Guarnieri e Mário de Andrade.
- O personagem também está presente na literatura de cordel, como em Encontro de Cancão de Fogo com Pedro Malasartes, de Minelvino Francisco Silva (1957)[4]
- O personagem chegou ao cinema em As Aventuras de Pedro Malasartes, de 1960, com Mazzaropi no papel principal.

O comediante brasileiro Renato Aragão honrou a influência do personagem em seu trabalho encenando Didi Malasartes no programa Renato Aragão Especial em 1998.
- A dupla caipira Zé Tapera & Teodoro criou uma canção chamada Pedro Malazarte.
- Pedro Malasartes também foi personagem da série infantojuvenil O Sítio do Pica-Pau Amarelo, interpretado pelo comediante Canarinho.
- A Cia. Circunstância, grupo de circo-teatro de Belo Horizonte, lançou em 2013 o espetáculo "De Mala às Artes — Um espetáculo sobre Pedro Malasartes", onde interpretam algumas histórias de Pedro Malasartes, com direção de Rodrigo Robleño. Neste mesmo ano, este projeto foi contemplado com o Prêmio Funarte Myriam Muniz, onde puderam excursionar pelo norte do Brasil.
- Em 2012, o cordelista Marco Haurélio publicou uma nova versão do conto de fadas A Roupa Nova do Rei de Hans Christian Andersen com Pedro Malasartes e outro personagem recorrente na literatura de cordel, João Grilo, atuando como alfaiates. O cordel teve desenhos do ilustrador e cordelista Klévisson Viana e foi publicado pela editora Tupynanquim de Viana.
- Em 2017, é lançado o filme Malasartes e o Duelo com a Morte, de Paulo Morelli, estrelado por Jesuíta Barbosa.[6]